# Found footage (filmtechniek)
Found footage is een filmsubgenre waarin het gehele of een substantieel deel van het werk wordt gepresenteerd alsof het ontdekte film- of video-opnames zijn . De gebeurtenissen op het scherm worden meestal gezien door de camera van een of meer van de betrokken personages, vaak vergezeld van hun realtime commentaar buiten de camera . Voor extra realisme kan de cinematografie worden gedaan door de acteurs zelf terwijl ze optreden, en worden wankel camerawerk en naturalistisch acteerwerk veel gebruikt. Het beeldmateriaal kan worden gepresenteerd alsof het "rauw" en compleet is of alsof het tot een verhaal is bewerkt door degenen die het "hebben gevonden".
De techniek wordt het meest gebruikt in horrorfilms (bijvoorbeeld Cannibal Holocaust, The Blair Witch Project, Paranormal Activity, REC, Cloverfield), waarbij wordt beweerd dat het beeldmateriaal het enige overgebleven bewijs van de gebeurtenissen is, waarbij de deelnemers nu ontbreken of dood zijn. Het wordt ook gebruikt in sciencefiction (bijvoorbeeld Chronicle, Project Almanac, Europa Report), drama (bijvoorbeeld Zero Day, Exhibit A), komedie (bijvoorbeeld Project X) en familiefilms (bijvoorbeeld Earth to Echo).

## Kenmerken
Found footage-films maken doorgaans gebruik van een of meer van de vier filmtechnieken - first-person perspectief, pseudo-documentaire of mockumentary, nieuwsbeelden of bewakingsbeelden - volgens een analyse van 500 found footage-films uitgevoerd door Found Footage Critic.

## Geschiedenis
Als verhaaltechniek heeft found footage precedenten in de literatuur, met name in de briefroman, die meestal bestaat uit correspondentie of dagboekaantekeningen, naar verluidt geschreven door een personage dat centraal staat in de gebeurtenissen. Net als gevonden beelden wordt de brieftechniek vaak gebruikt in horrorfictie: zowel Dracula als Frankenstein zijn briefromans, net als The Call of Cthulhu van HP Lovecraft .

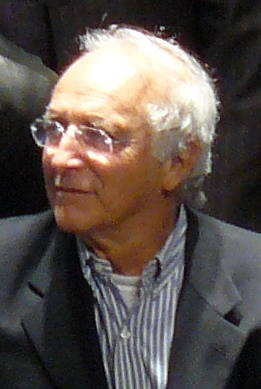
De Italiaanse regisseur Ruggero Deodato zorgde voor een revolutie in de found footage-stijl van verhalende films met Cannibal Holocaust (1980), de eerste horrorfilm die deze techniek gebruikte.

Bij het maken van films wordt vaak beweerd dat de cult-horrorfilm Cannibal Holocaust uit 1980 het eerste voorbeeld van found footage is. Het genre werd gepopulariseerd door The Blair Witch Project (1999). Found footage is sindsdien gebruikt in andere commercieel succesvolle films, waaronder Paranormal Activity (2007), REC (2007), Cloverfield (2008) en Chronicle (2012).
Het genre spreekt filmproducenten aan vanwege de lagere kosten, omdat wordt aangenomen dat de illusie van amateurdocumentairestijl lagere productiewaarden mogelijk maakt dan in een conventionele film zou worden geaccepteerd.

## Voorbeelden
| Titel                                                                                  | Releasedatum | Genre                                  | Regisseur(s)                                                                                    | Productiebedrijf                                                                                                |
| -------------------------------------------------------------------------------------- | ------------ | -------------------------------------- | ----------------------------------------------------------------------------------------------- | --- |
| The Connection                                                                         | 1961-05-??   | Drama                                  | Shirley Clarke                                                                                  | The Connection Company                                                                                          |
| Cannibal Holocaust                                                                     | 1980-02-07   | Avonturenfilm, horror                  | Ruggero Deodato                                                                                 | F.D. Cinematografica                                                                                            |
| Guinea Pig 2: Flower of Flesh and Blood                                                | 1985-11-30   | Horror                                 | Hideshi Hino                                                                                    | Sai Enterprise                                                                                                  |
| UFO Abduction                                                                          | 1989–??-??   | Horror, Science fiction                | Dean Alioto                                                                                     | IndieSyndicate Productions                                                                                      |
| 84C MoPic                                                                              | 1989-04-07   | Drama, oorlogsfilm                     | Patrick Sheane Duncan                                                                           | New Century Vista Film Company                                                                                  |
| Man Bites Dog                                                                          | 1993-01-15   | Comedy, Crime, Drama, Horror, Thriller | Rémy Belvaux André Bonzel Benoît Poelvoorde                                                     | Les Artistes Anonymes                                                                                           |
| Forgotten Silver                                                                       | 1995-10-28   | Mockumentary                           | Peter Jackson                                                                                   | WingNut Films                                                                                                   |
| Alien Abduction: Incident in Lake County                                               | 1998-01-20   | Drama, horror, sciencefiction          | Dean Alioto                                                                                     | Dick Clark Productions                                                                                          |
| The Last Broadcast                                                                     | 1998-10-23   | Horror, mystery                        | Stefan Avalos Lance Weiler                                                                      | FFM Productions                                                                                                 |
| The Blair Witch Project                                                                | 1999-07-30   | Horror, mystery                        | Daniel Myrick Eduardo Sánchez                                                                   | Haxan Films |
| The St. Francisville Experiment                                                        | 2000-04-15   | Horror, mystery, thriller              | Ted Nicolaou                                                                                    | The Kushner-Locke Company                                                                                       |
| Gang Tapes                                                                             | 2001-02-01   | Drama, misdaad                         | Adam Ripp                                                                                       | Lionsgate |
| August Underground                                                                     | 2001–??-??   | Horror                                 | Fred Vogel                                                                                      | Absu Films Toetag Pictures                                                                                      |
| The Collingswood Story                                                                 | 2002-10-20   | Horror, mystery, thriller              | Mike Costanza                                                                                   | Cinerebel Media                                                                                                 |
| August Underground's Mordum                                                            | 2003–??-??   | Horror                                 | Fred Vogel Killjoy Cristie Whiles Jerami Cruise Michael T. Schneider                            | Toetag Pictures                                                                                                 |
| The Great American Snuff Film                                                          | 2003–??-??   | Horror                                 | Sean Tretta                                                                                     | Ominous Productions                                                                                             |
| Zero Day                                                                               | 2003-09-03   | Drama                                  | Ben Coccio                                                                                      | Professor Bright Films                                                                                          |
| Incident at Loch Ness                                                                  | 2004-09-17   | Avonturenfilm                          | Zak Penn                                                                                        | Eden Rock Media                                                                                                 |
| September Tapes                                                                        | 2004-09-24   | Drama                                  | Christian Johnston                                                                              | Complex Films Raz Productions Raz Entertainment Persistent Entertainment                                        |
| The Last Horror Movie                                                                  | 2005-05-13   | Horror                                 | Julian Richards                                                                                 | Prolific Films Snakehair Productions                                                                            |
| The Curse                                                                              | 2005-08-20   | Horror                                 | Kōji Shiraishi                                                                                  | Xanadeux Company                                                                                                |
| The Zombie Diaries                                                                     | 2006-10-29   | Horror                                 | Kevin Gates Michael Bartlett                                                                    | Off World Films Bleeding Edge Films                                                                             |
| The Hunt                                                                               | 2006-12-11   | Sciencefiction, horror, thriller       | Fritz Kiersch                                                                                   | Graymark Productions Azisa Pictures                                                                             |
| Alone with Her                                                                         | 2007-01-17   | Misdaad, drama, thriller               | Eric Nicholas                                                                                   | Pin Hole Productions LLC The Weinstein Company                                                                  |
| Welcome to the Jungle                                                                  | 2007-04-19   | Horror                                 | Jonathan Hensleigh                                                                              | Steelbridge Film Works Bauer Martinez Studios Valhalla Motion Pictures                                          |
| The Poughkeepsie Tapes                                                                 | 2007-04-27   | Horror                                 | John Erick Dowdle                                                                               | Brothers Dowdle Productions Poughkeepsie Films                                                                  |
| August Underground's Penance                                                           | 2007-04-30   | Horror                                 | Fred Vogel                                                                                      | Toetag Pictures                                                                                                 |
| Long Pigs                                                                              | 2007-09-06   | Horror                                 | Chris Power                                                                                     | Clowns After Midnight Productions Jordan Entertainment Chris Bridges Effects Studio                             |
| Head Case                                                                              | 2007-09-08   | Horror                                 | Anthony Spadaccini                                                                              | Fleet Street Films B.P.A. Productions Group, Inc.                                                               |
| Exhibit A                                                                              | 2007-10-01   | Drama, thriller                        | Dom Rotheroe                                                                                    | Warp Films |
| Paranormal Activity                                                                    | 2007-10-14   | Bovennatuurlijke horror                | Oren Peli                                                                                       | Blumhouse Productions                                                                                           |
| Death of a Ghost Hunter                                                                | 2007-10-28   | Horror                                 | Sean Tretta                                                                                     | Ominous Productions                                                                                             |
| Live!                                                                                  | 2007-11-01   | Drama                                  | Bill Guttentag                                                                                  | Atlas Entertainment                                                                                             |
| REC                                                                                    | 2007-11-23   | Horror                                 | Jaume Balagueró Paco Plaza                                                                      | Castelao Producciones Filmax                                                                                    |
| Look                                                                                   | 2007-12-14   | Drama                                  | Adam Rifkin                                                                                     | Captured Films                                                                                                  |
| Monster                                                                                | 2008-01-15   | Actie, thriller                        | Erik Estenberg                                                                                  | The Asylum |
| Cloverfield                                                                            | 2008-01-18   | Sciencefiction, monsterfilm            | Matt Reeves                                                                                     | Bad Robot Productions                                                                                           |
| Diary of the Dead                                                                      | 2008-02-15   | Horror                                 | George A. Romero                                                                                | Artfire Films Romero-Grunwald Productions                                                                       |
| Home Movie                                                                             | 2008-07-10   | Horror                                 | Christopher Denham                                                                              | Modernciné |
| Quarantine                                                                             | 2008-10-10   | Sciencefiction, horror                 | John Erick Dowdle                                                                               | Vertigo Entertainment Andale Pictures Filmax Entertainment                                                      |
| Lunopolis                                                                              | 2009–??-??   | Sciencefiction                         | Matthew Avant                                                                                   | Media Savant |
| Occult                                                                                 | 2009-02-28   | Horror                                 | Kōji Shiraishi                                                                                  | Image Rings Creative Axa Company Ltd.                                                                           |
| Evil Things                                                                            | 2009-08-13   | Horror                                 | Dominic Perez                                                                                   | Go Show Media                                                                                                   |
| District 9                                                                             | 2009-08-13   | Actie, sciencefiction                  | Neill Blomkamp                                                                                  | QED International WingNut Films                                                                                 |
| The Ritual                                                                             | 2009-08-15   | Drama                                  | Anthony Spadaccini                                                                              | Fleet Street Films B.P.A. Productions Group, Inc.                                                               |
| Trash Humpers                                                                          | 2009-9-12    | Comedy, drama, horror                  | Harmony Korine                                                                                  | Alcove Entertainment Warp Films O' Salvation                                                                    |
| REC 2                                                                                  | 2009-10-02   | Horror                                 | Jaume Balagueró Paco Plaza                                                                      | Castelao Producciones Filmax                                                                                    |
| Murder Collection V.1                                                                  | 2009-05-1    | Horror                                 | Fred Vogel                                                                                      | Toetag Pictures                                                                                                 |
| Paranormal Entity                                                                      | 2009-12-22   | Bovennatuurlijke horror                | Shane Van Dyke                                                                                  | The Asylum |
| Bachiatari Bōryoku Ningen                                                              | 2012–??-??   | Zwarte humor                           | Kōji Shiraishi                                                                                  | Creative AXA |
| Love Sex aur Dhokha                                                                    | 2010-03-19   | Comedy, drama                          | Dibakar Banerjee                                                                                | Freshwater Films                                                                                                |
| Lake Mungo                                                                             | 2010-03-23   | Horror                                 | Joel Anderson                                                                                   | Screen Australia                                                                                                |
| Eyes in the Dark                                                                       | 2010-04-25   | Horror                                 | Bjorn Anderson                                                                                  | Emerald City Pictures                                                                                           |
| Hotel Hollywood                                                                        | 2010-07-23   | Comedy, horror                         | Param Gill                                                                                      | G S Productions                                                                                                 |
| Shirome                                                                                | 2010-08-13   | Horror                                 | Kōji Shiraishi                                                                                  | Stardust Promotion Shirome Project Partners                                                                     |
| The Last Exorcism                                                                      | 2010-08-27   | Horror                                 | Daniel Stamm                                                                                    | Strike Entertainment StudioCanal Arcade Pictures                                                                |
| Undocumented                                                                           | 2010-09-??   | Horror                                 | Chris Peckover                                                                                  | Sheperd Glen Productions                                                                                        |
| The Virginity Hit                                                                      | 2010-09-10   | Comedy                                 | Huck Botko & Andrew Gurland                                                                     | Gary Sanchez Productions                                                                                        |
| 8213: Gacy House                                                                       | 2010-09-28   | Horror                                 | Anthony Fankhauser                                                                              | The Asylum |
| Atrocious                                                                              | 2010-10-15   | Horror                                 | Fernando Barreda Luna                                                                           | Nabu Films Silencio Rodamos Programa Ibermedia                                                                  |
| Paranormal Activity 2                                                                  | 2010-10-22   | Bovennatuurlijke horror                | Tod Williams                                                                                    | Blumhouse Productions                                                                                           |
| Trollhunter                                                                            | 2010-10-29   | Fantasy, monsterfilm                   | André Øvredal                                                                                   | Filmkameratene A/S Film Fund FUZZ                                                                               |
| Unaware                                                                                | 2010-11-13   | Sciencefiction, horror                 | Sean Bardin Robert Cooley                                                                       | Cooley Productions                                                                                              |
| Paranormal Activity 2: Tokyo Night                                                     | 2010-11-20   | Bovennatuurlijke horror                | Toshikazu Nagae                                                                                 | Presidio Corporation                                                                                            |
| Anneliese: The Exorcist Tapes                                                          | 2011-03-01   | Horror                                 | Jude Gerard Prest                                                                               | The Asylum |
| Ragini MMS                                                                             | 2011-03-13   | Drama, horror                          | Pawan Kripalani                                                                                 | Balaji Telefilms                                                                                                |
| The Tunnel                                                                             | 2011-05-18   | Horror                                 | Carlo Ledesma                                                                                   | DLSHS Film Distracted Media Zapruder's Other Films                                                              |
| Megan Is Missing                                                                       | 2011-05-??   | Drama, horror                          | Michael Goi                                                                                     | Trio Pictures                                                                                                   |
| Grave Encounters                                                                       | 2011-06-01   | Horror                                 | The Vicious Brothers                                                                            | Twin Engine Films                                                                                               |
| World of the Dead: The Zombie Diaries                                                  | 2011-06-24   | Horror                                 | Kevin Gates Michael Bartlett                                                                    | Off World Films Bleeding Edge Films Straightwire Films                                                          |
| Hollow                                                                                 | 2011-07-31   | Horror                                 | Michael Axelgaard                                                                               | Hollow Pictures Tribeca Film                                                                                    |
| Untitled                                                                               | 2011-09-??   | Drama, horror                          | Shaun Troke                                                                                     | Shaunywa Films                                                                                                  |
| Apollo 18                                                                              | 2011-09-02   | Sciencefiction, horror                 | Gonzalo López-Gallego                                                                           | Bazelevs |
| The Tapes                                                                              | 2011-09-23   | Horror                                 | Scott Bates Lee Alliston                                                                        | Darkside Pictures Pure Film Productions                                                                         |
| The Human Centipede II (Full Sequence)                                                 | 2011-10-04   | Horror                                 | Tom Six                                                                                         | IFC Midnight |
| Paranormal Activity 3                                                                  | 2011-10-21   | Bovennatuurlijke horror                | Henry Joost Ariel Schulman                                                                      | Blumhouse |
| The Amityville Haunting                                                                | 2011-12-??   | Horror                                 | Geoff Meed                                                                                      | The Asylum Taut Productions                                                                                     |
| Chō Akunin                                                                             | 2011–??-??   | Drama                                  | Kōji Shiraishi                                                                                  | Tokyo Raiders                                                                                                   |
| The Devil Inside                                                                       | 2012-01-06   | Bovennatuurlijke horror                | William Brent Bell                                                                              | Insurge Pictures                                                                                                |
| V/H/S                                                                                  | 2012-01-22   | Horror                                 | Ti West Joe Swanberg David Buckner Adam Wingard Glenn McQuaid Radio Silence Productions         | The Collective Bloody Disgusting                                                                                |
| Chronicle                                                                              | 2012-02-01   | Sciencefiction, superhelden, thriller  | Josh Trank                                                                                      | Davis Entertainment                                                                                             |
| Project X                                                                              | 2012-03-02   | Comedy                                 | Nima Nourizadeh                                                                                 | Silver Pictures Green Hat Films                                                                                 |
| Evidence                                                                               | 2012-03-12   | Horror                                 | Howie Askins                                                                                    | RynoRyder Productions                                                                                           |
| Hate Crime                                                                             | 2013–??-??   | Horror                                 | James Cullen Bressack                                                                           | Psykik Junky Pictures                                                                                           |
| Apartment 143                                                                          | 2012-05-04   | Horror                                 | Carles Torrens                                                                                  | Werc Werk Works Kasdan Pictures Likely Story                                                                    |
| Chernobyl Diaries                                                                      | 2012-05-25   | Horror                                 | Brad Parker                                                                                     | Lionsgate Warner Bros.                                                                                          |
| 100 Ghost Street: The Return of Richard Speck                                          | 2012-07-24   | Horror                                 | Martin Anderson                                                                                 | The Asylum |
| The Dinosaur Project                                                                   | 2012-08-10   | Avonturenfilm                          | Sid Bennett                                                                                     | Moonlighting Films                                                                                              |
| A Night in the Woods                                                                   | 2012-09-07   | Horror                                 | Richard Parry                                                                                   | Richard Parry                                                                                                   |
| End of Watch                                                                           | 2012-09-08   | Thriller, politiefilm                  | David Ayer                                                                                      | StudioCanal |
| The Conspiracy                                                                         | 2012-09-20   | Horror                                 | Christopher MacBride                                                                            | Resolute Films and Entertainment                                                                                |
| Grave Encounters 2                                                                     | 2012-10-02   | Horror                                 | John Poliquin                                                                                   | Arclight Films                                                                                                  |
| Paranormal Activity 4                                                                  | 2012-10-19   | Bovennatuurlijke horror                | Henry Joost Ariel Schulman                                                                      | Room 101 |
| The Bay                                                                                | 2012-11-02   | Sciencefiction, horror                 | Barry Levinson                                                                                  | Lionsgate |
| 30 Nights of Paranormal Activity with the Devil Inside the Girl with the Dragon Tattoo | 2013–01-15   | Horror comedy parody                   | Craig Moss                                                                                      | |
| A Haunted House                                                                        | 2013-01-11   | Comedy, horror, parodie                | Michael Tiddes                                                                                  | Open Road Films                                                                                                 |
| The Upper Footage                                                                      | 2013-01-31   | Crime, drama, thriller                 | Justin Cole                                                                                     | |
| Dabbe: Curse of the Jinn                                                               | 2013-08-2    | Bovennatuurlijke horror                | Hasan Karacadağ                                                                                 | Hasan Karacadağ                                                                                                 |
| Devil's Pass                                                                           | 2013-02-28   | Horror                                 | Renny Harlin                                                                                    | Aldamisa Entertainment Alexander Rodnyansky Non-Stop Productions Midnight Sun Pictures K. Jam Media             |
| The Frankenstein Theory                                                                | 2013-03-01   | Horror                                 | Andrew Weiner                                                                                   | Rocket Inner Station Therapy Content Arctic Film Group                                                          |
| Cult                                                                                   | 2013-04-04   | Horror                                 | Kōji Shiraishi                                                                                  | |
| Scary Movie 5                                                                          | 2013-04-12   | Comedy, horror, parodie                | Malcolm D. Lee David Zucker                                                                     | Dimension Films The Weinstein Company Zucker Productions                                                        |
| Willow Creek                                                                           | 2013-04-29   | Horror                                 | Bobcat Goldthwait                                                                               | Jerkschool Productions                                                                                          |
| V/H/S/2                                                                                | 2013-06-06   | Horror                                 | Simon Barrett Jason Eisener Gareth Evans Gregg Hale Eduardo Sánchez Timo Tjahjanto Adam Wingard | The Collective Bloody Disgusting 8383 Productions Snoot Entertainment Haxan Films Yer Dead Productions          |
| Europa Report                                                                          | 2013-08-02   | Sciencefiction                         | Sebastián Cordero                                                                               | Wayfare Entertainment Ventures                                                                                  |
| The Borderlands                                                                        | 2013-08-24   | Horror                                 | Elliot Goldner                                                                                  | Metrodome Distribution                                                                                          |
| The Paranormal Diaries: Clophill                                                       | 2013-08-24   | Horror                                 | Kevin Gates Michael Bartlett                                                                    | Second Sight Films                                                                                              |
| Head Cases: Serial Killers in the Delaware Valley                                      | 2013-09-28   | Horror                                 | Anthony Spadaccini                                                                              | Fleet Street Films B.P.A. Productions Group, Inc.                                                               |
| The Dirties                                                                            | 2013-10-04   | Comedy-drama                           | Matt Johnson                                                                                    | SModcast Pictures                                                                                               |
| Sx Tape                                                                                | 2013-10-10   | Horror                                 | Bernard Rose                                                                                    | Aeroplano La.Lune Entertainment                                                                                 |
| Hooked Up                                                                              | 2013-10-15   | Spaanse comedy-horror                  | Pablo Larcuen                                                                                   | Uncork'd Entertainment                                                                                          |
| Skinwalker Ranch                                                                       | 2013-10-30   | Horror, mystery, sci-fi                | Devin McGinn Steve Berg                                                                         | DeepStudios |
| 6-5=2                                                                                  | 2013-11-29   | Horror                                 | KS Ashoka                                                                                       | Swarnalatha Production                                                                                          |
| Best Night Ever                                                                        | 2013-12-26   | Comedy                                 | Jason Friedberg and Aaron Seltzer                                                               | Magnet Releasing                                                                                                |
| Paranormal Activity: The Marked Ones                                                   | 2014-01-03   | Bovennatuurlijke horror                | Christopher Landon                                                                              | Paramount Pictures                                                                                              |
| Devil's Due                                                                            | 2014-01-17   | Bovennatuurlijke horror                | Matt Bettinelli-Olpin Tyler Gillett                                                             | Davis Entertainment Twentieth Century Fox Film Corporation                                                      |
| Black Water Vampire                                                                    | 2014-01-24   | Horror                                 | Evan Tramel                                                                                     | BWV Productions Ruthless Pictures                                                                               |
| Exists                                                                                 | 2014-03-07   | Horror                                 | Eduardo Sánchez                                                                                 | Lionsgate Haxan Films Court Five                                                                                |
| Open Windows                                                                           | 2014-03-10   | Technothriller                         | Nacho Vigalondo                                                                                 | Antena 3 Films Apaches Entertainment Spiderwood Studios Wild Bunch SpectreVision                                |
| The Den                                                                                | 2014-03-14   | Horror                                 | Zachary Donohue                                                                                 | Cliffbrook Films Onset Films                                                                                    |
| Afflicted                                                                              | 2014-04-04   | Horror                                 | Derek Lee Clif Prowse                                                                           | Automatik Entertainment Téléfilm Canada                                                                         |
| Babysitting                                                                            | 2014-04-16   | Comedy                                 | Nicolas Benamou Philippe Lacheau                                                                | Axel Films Madame Films Cinéfrance 1888 Good Lap Production                                                     |
| A Haunted House 2                                                                      | 2014-04-18   | Comedy, horror, parodie                | Michael Tiddes                                                                                  | IM Global Octane Wayans Bros. Entertainment Baby Way Productions                                                |
| The Sacrament                                                                          | 2014-05-01   | Horror                                 | Ti West                                                                                         | Worldview Entertainment Arcade Pictures                                                                         |
| Alien Abduction                                                                        | 2014-05-04   | Horror                                 | Matty Beckerman                                                                                 | Exclusive Media Group Big Picture Next Entertainment Lawrence Bender Productions Mob Scene Creative Productions |
| Inner Demons                                                                           | 2014-06-14   | Horror                                 | Seth Grossman                                                                                   | Schorr Pictures                                                                                                 |
| Earth to Echo                                                                          | 2014-07-02   | Sciencefiction, familiefilm            | Dave Green                                                                                      | Relativity Media                                                                                                |
| Into the Storm                                                                         | 2014-08-08   | Rampenfilm                             | Steven Quale                                                                                    | New Line Cinema Village Roadshow Pictures                                                                       |
| The Possession of Michael King                                                         | 2014-08-22   | Horror                                 | David Jung                                                                                      | Gold Circle Films Quickfire Films                                                                               |
| As Above, So Below                                                                     | 2014-08-29   | Horror, thriller                       | John Erick Dowdle                                                                               | Universal Pictures Legendary Pictures                                                                           |
| The Hunted                                                                             | 2014-09-09   | Thriller                               | Josh Stewart                                                                                    | Fortress Features Allegheny Image Factory                                                                       |
| Gore, Quebec                                                                           | 2014-10-14   | Horror                                 | Jean Benoit Lauzon                                                                              | Green Lake Films                                                                                                |
| The Taking of Deborah Logan                                                            | 2014-10-21   | Horror                                 | Adam Robitel                                                                                    | Eagle Films Millennium Entertainment                                                                            |
| Hangar 10                                                                              | 2014-10-22   | Horror, sci-fi, thriller               | Daniel Simpson                                                                                  | Newscope Films                                                                                                  |
| V/H/S: Viral                                                                           | 2014-11-21   | Horror                                 | Nacho Vigalondo Marcel Sarmiento Gregg Bishop Justin Benson Todd Lincoln                        | Bloody Disgusting The Collective Haxan Films                                                                    |
| The Pyramid                                                                            | 2014-12-05   | Bovennatuurlijke horror                | Grégory Levasseur                                                                               | Twentieth Century Fox Film Corporation                                                                          |
| The Atticus Institute                                                                  | 2015-01-23   | Horror                                 | Chris Sparling                                                                                  | SND Groupe M6                                                                                                   |
| Project Almanac                                                                        | 2015-01-30   | Sciencefiction avontuur                | Dean Israelite                                                                                  | Insurge Pictures Platinum Dunes MTV Films                                                                       |
| Ghoul                                                                                  | 2015-02-26   | Horror                                 | Petr Jákl jr.                                                                                   | J.B.J Film |
| Creep                                                                                  | 2015-03-08   | Horror comedy                          | Patrick Brice                                                                                   | Blumhouse Productions                                                                                           |
| Nightlight                                                                             | 2015-03-27   | Horror-thriller                        | Scott Beck, Bryan Woods                                                                         | Herrick Entertainment                                                                                           |
| The Final Project                                                                      | 2015-04-16   | Bovennatuurlijke horror                | Taylor Ri'chard                                                                                 | Cavu Pictures                                                                                                   |
| Unfriended                                                                             | 2015-04-17   | Bovennatuurlijke horror                | Levan Gabriadze                                                                                 | Universal Studios Blumhouse Productions                                                                         |
| Area 51                                                                                | 2015-05-15   | Sciencefiction horror                  | Oren Peli                                                                                       | Paramount Pictures                                                                                              |
| The Phoenix Incident                                                                   | 2015-06-16   | Documentaire, mystery, sci-fi          | Keith Arem                                                                                      | PCB Productions                                                                                                 |
| The Cutting Room                                                                       | 2015-06-??   | Horror                                 | Warren Dudley                                                                                   | Itchy Fish Film                                                                                                 |
| The Gallows                                                                            | 2015-07-10   | Bovennatuurlijke horror                | Travis Cluff, Chris Lofing                                                                      | New Line Cinema Blumhouse Productions Management 360 Tremendum Pictures                                         |
| JeruZalem                                                                              | 2015-07-10   | Bovennatuurlijke horror                | Doron Paz Yoav Paz                                                                              | Universal Pictures                                                                                              |
| The Visit                                                                              | 2015-09-11   | Horror                                 | M. Night Shyamalan                                                                              | Blinding Edge Pictures Blumhouse Productions Universal Pictures                                                 |
| Hell House LLC                                                                         | 2015-10-15   | Horror                                 | Stephen Cognetti                                                                                | Cognetti Films                                                                                                  |
| Paranormal Activity: The Ghost Dimension                                               | 2015-10-23   | Bovennatuurlijke horror                | Gregory Plotkin                                                                                 | Paramount Pictures                                                                                              |
| Unlisted Owner                                                                         | 2016–??-??   | Horror                                 | Jed Brian                                                                                       | Lawford County Productions                                                                                      |
| Aksbandh                                                                               | 2016-04-20   | Horror                                 | Emran Hussain                                                                                   | Cinematic Media                                                                                                 |
| Population Zero                                                                        | 2016-04-26   | Horror                                 | Adam Levins                                                                                     | A71 Entertainment                                                                                               |
| Operation Avalanche                                                                    | 2016-09-16   | Thriller                               | Matt Johnson                                                                                    | Vice Films |
| Blair Witch                                                                            | 2016-09-16   | Horror                                 | Adam Wingard                                                                                    | Lionsgate Pictures                                                                                              |
| Be My Cat: A Film for Anne                                                             | 2016-12-05   | Horror                                 | Adrian Țofei                                                                                    | Adrian Țofei |
| The Dark Tapes                                                                         | 2017-03-17   | Sci-fi & bovennatuurlijke horror       | Michael McQuown                                                                                 | Epic Pictures Group                                                                                             |
| Phoenix Forgotten                                                                      | 2017-04-21   | Horror, mystery, sci-fi                | Justin Barber                                                                                   | Cinelou Films Scott Free Productions                                                                            |
| #FromJennifer                                                                          | 2017-09-26   | Horror comedy                          | Frank Merle                                                                                     | Lone Morsel Productions                                                                                         |
| Found Footage 3D                                                                       | 2017-10-12   | Horror                                 | Steven DeGennaro                                                                                | The Ubiquitous Studio 42                                                                                        |
| Unfriended: Dark Web                                                                   | 2018-03-09   | Horror                                 | Stephen Susco                                                                                   | BH Productions Universal Studios                                                                                |
| The Devil's Doorway                                                                    | 2018-05-25   | Bovennatuurlijke horror                | Aislinn Clarke                                                                                  | 23ten |
| The Other Side of the Wind                                                             | 2018-08-31   | Comedy, drama                          | Orson Welles                                                                                    | Royal Road Entertainment                                                                                        |
| Searching                                                                              | 2018-08-31   | Thriller, mystery, drama               | Aneesh Chaganty                                                                                 | Bazelevs Company Screen Gems Stage 6 Films                                                                      |
| Host                                                                                   | 2020-07-30   | Horror                                 | Rob Savage                                                                                      | Shadowhouse Films Shudder                                                                                       |
| Vazhiye                                                                                | 2020–??-??   | Horror, mystery, thriller              | Nirmal Baby Varghese                                                                            | Casablanca Film Factory                                                                                         |
| Dwellers                                                                               | 2020–??-??   | Horror                                 | Drew Fortier                                                                                    | Ellefson Films                                                                                                  |